# Conferencia de Londres (1939)

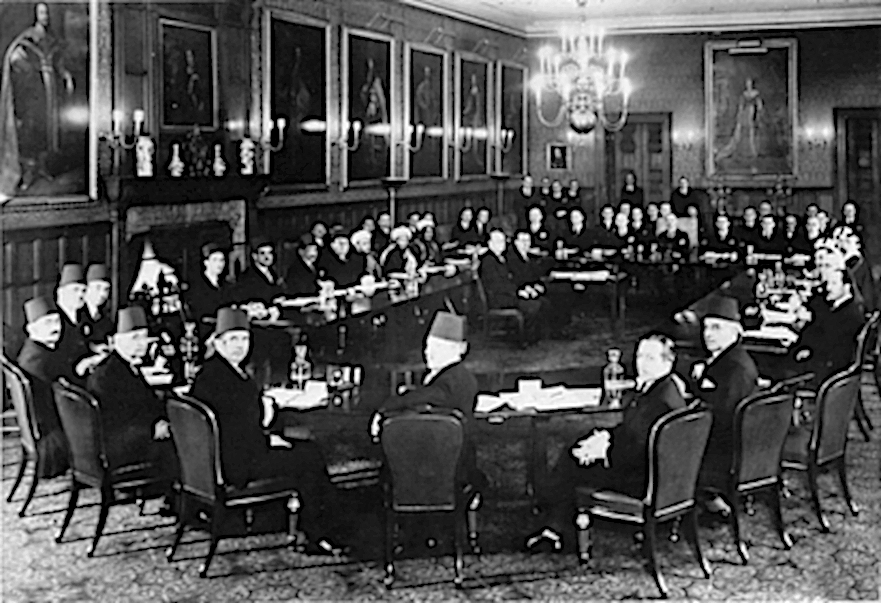
Conferencia de Londres, palacio de St. James, febrero 1939. Delegados palestinos (fondo), izq. a dcha.: Fu'anuncio Saba, Yaqub Al-Ghussein, Musa Alami, Amin Tamimi, Jamal Al-Husseini, Awni Abdul Hadi, George Antonious, y Alfred Roch. Mirando a cámara es el británico, con Neville Chamberlain presidiendo. A su dcha. Señor Halifax, y a su izq., Malcolm MacDonald

La Conferencia de Londres (1939), o la conferencia del Palacio de St. James, tuvo lugar entre 7 febrero y 17 de marzo de 1939. Fue convocada por el Gobierno británico para planear el futuro gobierno de Palestina y un fin para el Mandato británico. Se inauguró el 7 de febrero de 1939, en el Palacio de St. James, tras la cual el Secretario Colonial, Malcolm MacDonald, mantuvo una serie reuniones, por separado, con una delegación judía y otra árabe, debido a que la delegación árabe rechazó sentarse en la misma habitación que la delegación judía. Cuándo MacDonald anunció inicialmente la conferencia propuesta, dejó claro que si no se lograba ningún acuerdo, el gobierno impondría una solución. El proceso llegó a su fin después cinco semanas y media, con los británicos anunciando unas propuestas qué más tarde serían publicadas como el Libro Blanco de 1939.

## Antecedentes
En 1936, Los árabes de Palestina fueron a una Huelga General árabe del Mandato de Palestina. Simultáneamente, los líderes árabes palestinos crearon el Alto Comité Árabe.
Tras la huelga, el gobierno británico creó la Comisión Peel, dirigida por Lord Peel, para investigar sus causas y proponer recomendaciones al gobierno británico, a la luz de los compromisos hechos en la Declaración de Balfour, para el establecimiento de una Patria para los judíos en Palestina. 
La comisión concluyó que la única solución era la partición del país en un estado judío y un estado árabe. Los dos principales líderes del estado judío, Chaim Weizmann y David Ben-Gurión, habían convencido al Congreso Sionista Mundial de aprobar, de forma equívoca, las recomendaciones de la Comisión Peel, como fundamento para posteriores negociaciones.
La idea de partición fue rechazada por los árabes. El 1 de octubre de 1937, coincidiendo con brotes de violencia tras la publicación de las propuestas de la Comisión Peel. Los miembros el Alto Comité Árabe y otros comités nacionales fueron declarados ilegales. Cinco palestinos prominentes, incluyendo a Yacoub Al Ghussein y tres miembros del Alto Comité Árabe, fueron deportados a las Seychelles. Los restantes miembros del Alto Comité Árabe estaban ya fuera del país, como Haj Amin Husseini, o fureon a refugiarse en el exílio al Cairo, Damasco y Beirut.
Para el verano de 1938, la violencia antigubernamental e intercomunitaria en Palestina, alcanzó nuevos máximos. Los militantes árabes controlaron extensas áreas del país y varias ciudades, incluyendo la Ciudad vieja de Jerusalén. Los judíos clandestinos activaron una serie de bombas letales en mercados árabes por todo el país, y los Special Night Squads (escuadrones especiales nocturnos) judíos lanzaron sus primeras operaciones. En otoño, las autoridades británicas lanzaron una contraofensiva. Se enviaron nuevas tropas británicas y se estableció la Ley marcial.
En 1938, la Comisión Woodhead fue enviada a Palestina para informar de cómo implementar las propuestas de partición.  La comisión, dirigida por Sir John Woodhead, fue boicoteada por los árabes palestinos, cuyos líderes habían sido deportados o estaban en el exilio, y no tenían ningún deseo de discutir la partición. La comisión consideró tres diferentes planes, uno de los cuales estaba basado en el plan Peel. La comisión rechazó el plan Peel, primeramente sobre la base de que no podía ser implementado sin una forzada masiva transferencia de árabes. Una opción que el gobierno británico ya había descartado. En su lugar, con la disconformidad de algunos de sus miembros, recomendó un plan que dejaría a Galilea bajo el mandato británico. Sin embargo, hizo notar serios problemas en ello, que incluían la carencia de autosuficiencia financiera del estado árabe propuesto. El gobierno británico acompañó la publicación del informe Woodhead con una declaración de política de rechazo a la partición por impracticable, debido a "dificultades políticas, administrativas y financieras".
Coincidiendo con la publicación del informe de la Comisión Woodhead, el 9 de noviembre de 1938, el gobierno emitió una declaración anunciando que deseaba finalizar el mandato y que Gran Bretaña continuaría gobernando Palestina hasta que fuera establecido un nuevo régimen. A tal efecto, el Secretario Colonial, Malcolm MacDonald, invitó a Londres a una delegación mixta árabe y judía para discutir qué forma de gobierno debería establecerse. La declaración concluyó advirtiendo de que si no se alcanzaba un acuerdo entre las dos delegaciones, el gobierno expondría una implementación de sus propias propuestas. La delegación árabe incluiría árabes palestinos, así como representantes de cinco regímenes árabes probritánicos. La delegación judía fue seleccionada por la Agencia Judía para la Tierra de Israel e incluía judíos de la Diáspora judía así como a los Yishuv.
Para invierno de 1938, la opinión británica estaba dominada por la expansión territorial de la Alemania Nazi. Si estallaba la Segunda Gurerra Mundial en Europa, sería esencial para Gran Bretaña mantener el control sobre Egipto, Irak y Palestina. Era seguro que se ofrecerían concesiones a los árabes y que los Sionistas estarían decepcionados.

## Preparación

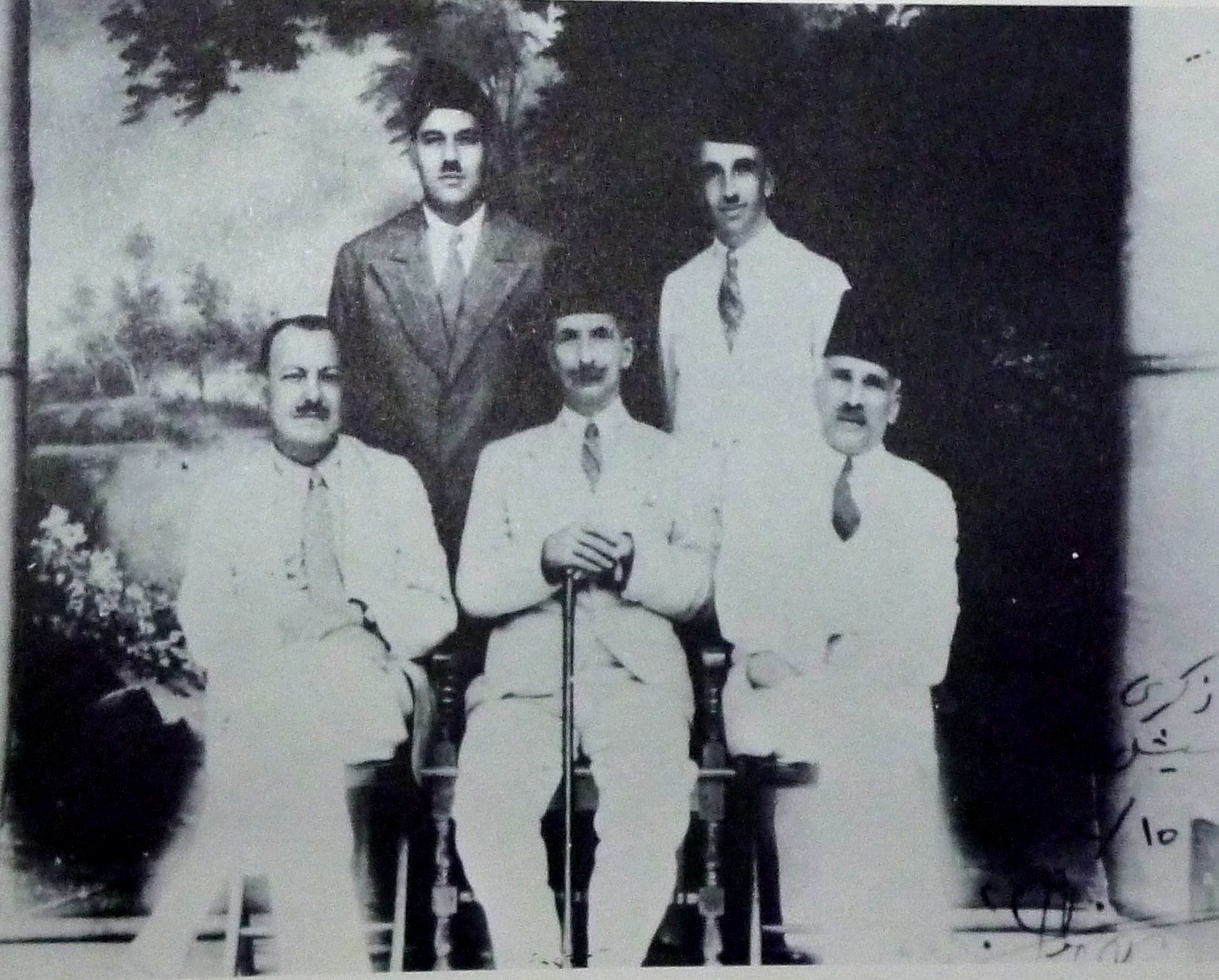
Líderes del Alto Comité Árabe antes de partir al exilio en las Seychelles, diciembre de 1938. Hussein al Khalidi a la izquierda, Fuad Saba a la derecha, Ahmad Hilmi al centro.

Algunos líderes palestinos aceptaron de buen grado la conferencia propuesta pero ponto quedó claro que no iba a haber ninguna alternativa a negociar con el disuelto  Alto Comité Árabe y el anterior Mufti de Jerusalén, Amin Husseini. El 23 de noviembre, el Secretario Colonial, Malcolm MacDonald, reiteró su rechazo a permitir a Amin Husseini como delegado, pero anunció su deseo de permitir a los cinco líderes palestinos deportados a las  Seychelles a tomar parte en la conferencia. Esto era parte de un acuerdo hecho en Londres, tras reuniones informales entre MacDonald y Musa Alami para asegurar una presencia árabe palestina en la conferencia.  MacDonald aseguró también a Alami que el mandato sería sustituido por un tratado. Los deportados fueron liberados el 19 de diciembre y fueron autorizados a viajar a El Cairo, y después con Jamal Husseini a Beirut donde se establecería un nuevo Alto Comité Árabe.  Amin Husseini, que vivía en Beirut, no era un miembro de la delegación resultante, pero esta estaba bajo su dirección. Esto puede ser apreciado en el rechazo a aceptar cualquier delegado del Partido de Defensa Nacional. Los intentos de la delegación palestina de crear una alternativa, más probritánica y menos militante, llevaron a aceptar a dos delegados adicionales del Partido de Defensa Nacional como representantes, después del inicio de la conferencia. 
Los cinco regímenes árabes invitados eran los reinos de Egipto, Irak, Arabia Saudí y Yemen; así como el emirato deTransjordania - todos bajo la esfera de influencia británica. Egipto, Irak y Arabia Saudí fueron decisivos en el final de la Huelga General árabe del Mandato de Palestina 1936.
Los sionistas habían reaccionado negativamente a la conferencia propuesta y debatido si debían asistir. Su delegación fue dirigida por Chaim Weizmann en nombre de la Agencia Judía para la Tierra. Para enfatizar su reclamación de representar a todos los judíos, y para contrarrestar la presencia de  representantes de los estados árabes, la delegación incluyó a miembro de Estados Unidos, Europa, Gran Bretaña, Sudáfrica y Palestina.
La conferencia fue abierta por el primer ministro Neville Chamberlain el 7 de febrero de 1939, en el Palacio de St. Jamesen Londres. La delegación árabe rechazó asistir a cualquier sesión conjunta con delegados de la Agencia Judía, así que hubo dos ceremonias. Esto fue así por insistencia de los delegados árabes palestinos. La primera ceremonia, para la delegación árabe, fue a las 10.30 a. m. La segunda, para la delegación judía, fue a las  11.45.

## Reuniones con la delegación árabe
La delegación árabe fue dirigida por Jamal Husseini y se componía por Awni Abd al-Hadi, Yacoub Al Ghussein, Husayin al-Khalidi, Alfred Roch y Musa Alami. Estaban acompañados por George Antonius y Fu'ad Saba, que actuarían como secretarios. El delegado egipcio fue Aly Maher. Irak estaba representado por el primer ministro Nuri Said. Los saudíes estaban representados por el príncipe Faisal y el príncipe Khalid. Ambos se convertirían después en reyes de Arabia Saudí.
Los delegados palestinos mantuvieron reuniones con los representantes de los estados árabes en El Cairo, desde el 17 de enero. A pesar de las presiones de los otros delegados, el grupo palestino rechazó incluir cualquier representante del moderado Partido de Defensa Nacional, de Raghib al-Nashashibi. Una campaña de violencia entre rebeldes y partidarios de Partido de Defensa Nacional, llevó a la muerte de 136 personas en 1939. El Partido de Defensa Nacional reclamó que representaba a la mayoría de la clases elevadas, y demandaba representación en la conferencia de Londres. Los británicos hicieron saber que si no se podía alcanzar el acuerdo, ellos se hablarían con las dos delegaciones árabes palestinas.  Nashashibi y su segundo, Ya'aqoub Farraj, se unieron a la delegación árabe dos días después de la ceremonia de apertura.
Aunque los delegados árabes se negaron a tener cualquier contacto con la Agencia Judía, hubo algunos encuentros con otros delegados árabes.
El 6 de febrero, Jamal Husseini postuló la postura árabe:
- Independencia
- No al Hogar nacional judío en Palestina.
- Sustitución del mandato por un tratado.
- Fin de la inmigración judía.

La primera tarea que la conferencia se marcó, fue establecer el significado de una serie de cartas escritas en árabe desde 1915 a 1916, entre el gobierno británico y el gobernador de Mecca, Hussein bin Ali, conocidas como la Correspondencia Husayn-McMahon. A las cartas se les atribuye alentar a Husseini a llamar a la Rebelión Árabe contra el Imperio otomano. Se estableció un comité anglo-árabe, presidido por el Lord Chancellor, Frederic Maugham, para examinar el asunto. Se publicó, por primera vez, una versión oficial de las cartas. El comité concluyó que el punto de vista árabe había sido minimizado y que, desde 1918, el gobierno británico no tenía autoridad para ignorar la opinión de los habitantes ya existentes en lo que se convertiría en Palestina. Sin embargo, las dos partes fracasaron en acordar el significado exacto de algunas referencias territoriales, particularmente en si "las partes de Siria, que se extienden al oeste de los distritos de Damasco, Hamah, Homs y Alepo; puede o no, decirse que sean puramente árabes, y debían, por tanto, ser exceptuadas de la delimitación propuesta" que incluía Palestina.
Una opción discutida con ambas delegaciones fue la idea de un cantón judío como parte de una Gran Siria, pero la propuesta fue rápidamente rechazada por ambas partes.
El 6 de marzo, un miembro del ministerio de exteriores egipcio voló desde El Cairo a Beirut para intentar conseguir que Amin Husseini aprobara las concesiones que considerara la delegación. Husseini insistió en continuar el rechazo a las propuestas británicas.
El 17 de marzo, después de que avisara a la delegación el día anterior, MacDonald leyó una declaración describiendo las propuestas británicas y clausuró la conferencia. Hubo 14 sesiones británico-árabes. Las propuestas británicas fueron publicadas dos meses después en lo que se pasó a conocer como el Libro Blanco de 1939.

## Reuniones con la delegación de la Agencia Judía
La delegación de la Agencia Judía estuvo liderada por Chaim Weizmann, director de la Organización Sionista Mundial, pero fue  David Ben-Gurion, líder de la Agencia Judía, quien dominaba las decisiones. Fue Ben-Gurión quien argumentó que la delegación debía ser en nombre de Agencia Judía, en lugar de la delegación judía. Sin embargo, ya que reclamaba que representaba a todos los judíos, incluyó a algunos no sionistas, como Sholem Asch y Lord Melchett, así como al presidente deAgudat Israel. Los sionistas americanos incluyeron al rabino Stephen Wise y a Henrietta Szold. Los sionistas británicos incluyeron a Selig Brodetsky. Una señal del poder de Ben-Gurión fue su éxito en bloquear la membresía de  Lord Herbert Samuel en la delegación.
Otros miembros de la delegación fueron Moshé Sharett, Leonard Stein y Berl Katznelson. También asistieron Blanche Dugdale y Doris May.
La conferencia marcó el punto en que Ben-Gurión se convirtió en el motor principal en la política sionista. También se observó un cambio en su mentalidad respecto a lo que él llamó "sionismo combativo". El pensaba que los Yeshuv en Palestina eran suficientemente fuertes para defenderse a sí mismos. De sus 440.000 individuos, cerca de 40.000 estaban armados. Su prioridad fue continuar e incrementar la inmigración, especialmente gente joven en edad militar.
Tras la ceremonia de apertura, las reuniones fueron dirigidas por MacDonald. La presentación de Weizmann de la postura de la Agencia Judía se reducía a cuatro puntos:
- Ausencia del estatus de minoría de los judíos en Palestina.
- Continuación del mandato.
- Continuación de la inmigración judía, regulada por la capacidad del país de absorber a los llegados.
- Inversión para acelerar el desarrollo en Palestina.

La delegación estaba deseosa de aceptar la partición del país, tal como recomendó la Comisión Peel, aunque con objeciones. Los dos principales líderes judíos, Chaim Weizmann y David Ben-Gurion, habían convencido al Congreso Sionista Mundial de aprobar por completo las recomendaciones de la Comisión Peel, como una base para las negociaciones.
A pesar del boicot árabe palestino a la Agencia Judía, hubo algunas reuniones con los árabes. En la tarde del 7 de marzo, los británicos se las arreglaron para tener una reunión informal entre tres delegados árabes y cuatro delegados judíos, con MacDonald y otros tres funcionarios británicos. El delegado egipcio, Aly Maher, solicitó una reducción de la inmigración judía y el fin de la violencia. Weizmann contestó sugiriendo que podrían encontrar un punto de entendimiento, pero fue interrumpido por Ben-Gurión, que insistió en que no podía haber reducción. La reunión terminó poco después.
Los acontecimientos de las reuniones, una vez finalizadas, eran difícil de mantener en secreto. En un momento determinado, la Agencia Judía quedó disgustada por informes de un comentario hecho por Macdonald a delegación árabe, que fue asumido como antisemítico.
En la reunión del 24 de febrero de 1939, Ben-Gurión, expuso los términos mínimos de la Agencia Judía: La continuación del mandato y el rechazo de cualquier cosa que pudiera implicar estatus de minoría para los judíos. La reunión también tuvo el anunció de MacDonald de las líneas principales de la política británica: Tras el periodo de transición, palestina se convertiría en un estado independiente aliado de Gran Bretaña, y la minoría judía tendría estatus de protegida.
El 26 de febrero, ambas delegaciones recibieron un resumen escrito de lo planificado. Esa tarde la Agencia Judía rechazó asistir a la cena ceremonial del gobierno en su honor. 
El 27 de febrero, el periódico del Mapai en Palestina, Davar, publicó un telegrama de Ben-Gurión: "Existe un plan en marcha para liquidar el Hogar Nacional y entregarnos a las decisiones de los líderes de las bandas". El mismo día, una serie de explosiones coordinadas por toda Palestina, mato a 38 árabes. La delegación rechazó mantener cualquier otra sesión formal y redujo su participación a reuniones informales en la oficina de MacDonald.
St John Philby, un asesor de los delegados saudíes, celebró un almuerzo en su casa, el 28 de febrero, con Weizmann, Ben-Gurión y Fuad Hamza, funcionario saudí de asuntos exteriores. Philby expuso sus propias propuestas, pero no se celebró ninguna otra reunión, aunque mantuvo discusiones con Weizmann y Shertok a finales de ese año.
El 3 de marzo, Ben-Gurión fracasó al disolver la delegación y se acordó permanecer en Londres. El 4 de marzo, cayó enfermo y estuvo ausente por varios días. Para el 16 de marzo, muchos de los delegados habían ya abandonado Londres.
El 17 de marzo, Weizmann envió una carta a MacDonald: "La delegación judía, teniendo en gran consideración las propuestas expuestas anteriormente por el gobierno de su Majestad el 15 de marzo de 1939, lamenta que sea imposible aceptarlas como base para un acuerdo, y por tanto, ha decidido disolverse.

## Consecuencias
Dos días antes del fin de la conferencia, el  ejército alemán ocupó el resto de Checoslovaquia.
Estas fueron las propuestas finales del Secretario Colonial, que fueron publicadas el 17 de mayo de 1939: 
- Un límite a la inmigración judía durante cinco años, tras los cuales el número será establecido de acuerdo con los árabes palestinos.
- Restricciones sobre la compra judía de tierras.
- Introducción gradual de palestinos, judíos y árabes, en puestos administrativos de responsabilidad.
- Transferencia, después de diez años, de todos los poderes a un gobierno representativo.

Las propuestas estaban condicionadas al fin de la violencia en Palestina. Si después de diez años, no se había alcanzado un acuerdo sobre la formación del gobierno, los británicos reconsiderarían la situación.
Después de que las delegaciones abandonaran Londres, los británicos hicieron un intento más de conseguir la aprobación árabe, sugiriendo una transferencia de poderes más rápida, condicionada al fin de la violencia y a la implicación de la Sociedad de las Naciones; si las condiciones no eran adecuadas para la independencia después de diez años. En mayo, la delegación del Alto Comité Árabe anunció su rechazo al Libro Blanco, con Amin Husseini imponiendo la decisión sobre la mayoría de los delegados, que estaban en favor de aceptarlo. Ese error táctico no ayudó en absoluto al Consejo Nacional Árabe. Se había sugerido que debía mantener el rechazo al tratado con los británicos, para mantener su liderazgo sobre los rebeldes en Palestina, en ese momento.

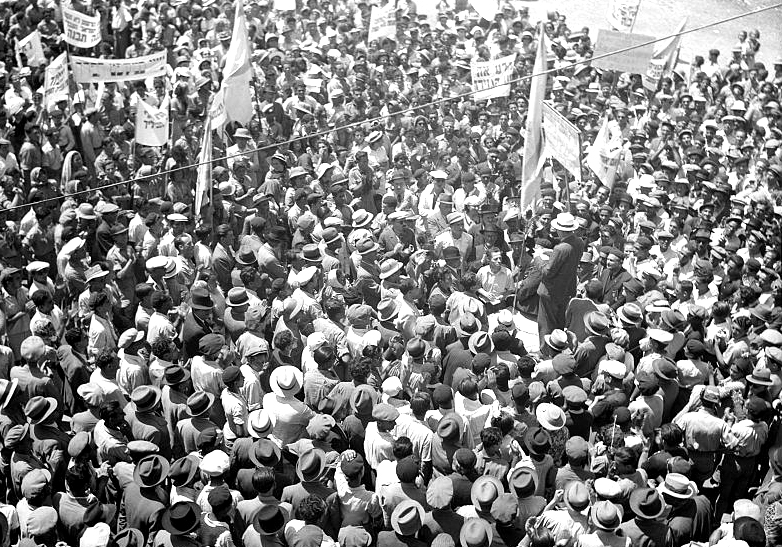
Yitzhak Ben-Zvi hablando a manifestantes contra el Libro Blanco, Jerusalén 18 de mayo de 1939

El 17 de abril, el Histadrut anunció el comienzo de una campaña en contra de las propuestas. En el primer mes, después del fin de la conferencia, unos 1700 inmigrantes judíos ilegales entraron en Palestina. El 17 de mayo, para señalar la publicación del Libro Blanco, se cortaron las líneas telefónicas y se atacaron las oficinas gubernamentales. Hubo disturbios en Jerusalén y los ataques judíos, sobre propiedades árabes y gubernamentales, continuaron durante todo el verano. La banda clandestina Irgún reclamó haber matado a más de 1130 personas durante ese periodo. Hubo también un incremento de la inmigración ilegal, con 6323 llegadas entre abril y octubre, llevando a un pico en el desempleo judío.
En círculos sionistas, Herbert Samuel fue acusado de ser responsable de algunas de las ideas del Libro Blanco.
Ben-Gurión escribió en su diario: "Esta no es la última palabra". Posteriormente afirmó que el primer ministro Neville Chamberlain le había dicho explícitamente a él que la política no sobrevivirá a la guerra.